# Lebução, Fiães e Nozelos
Lebução, Fiães e Nozelos ist eine portugiesische Gemeinde (Freguesia) im Kreis (Concelho) Valpaços im Norden Portugals.

## Geschichte
Die Gemeinde entstand im Zuge der Gebietsreform vom 29. September 2013 durch die Zusammenlegung der ehemaligen Gemeinden Lebução, Fiães und Nozelos.
Lebução wurde Sitz der neuen Verwaltung.

## Demographie
| Freguesia | Freguesia                | Freguesia | Freguesia       | ehemalige Freguesias | ehemalige Freguesias | ehemalige Freguesias | ehemalige Freguesias |
| --------- | ------------------------ | --------- | --------------- | -------------------- | -------------------- | -------------------- | -------------------- |
| Wappen    | Freguesia                | Einwohner | Fläche in (km²) | Wappen               | Freguesia            | Einwohner            | Fläche in (km²)      |
|           | Lebução, Fiães e Nozelos | 548       | 29,71           |                      | Lebução              | 567                  | 14,36                |
|           | Lebução, Fiães e Nozelos | 548       | 29,71           | Fiães                | 114                  | 10,14                |                      |
|           | Lebução, Fiães e Nozelos | 548       | 29,71           | Nozelos              | 111                  | 5,2                  |                      |